# Miconia fulvostellata
Miconia fulvostellata là một loài thực vật có hoa trong họ Mua. Loài này được L.O. Williams mô tả khoa học đầu tiên năm 1963.